# Quem Nunca Sentiu o Corpo Arrepiar ao Ver Esse Rio Passar?

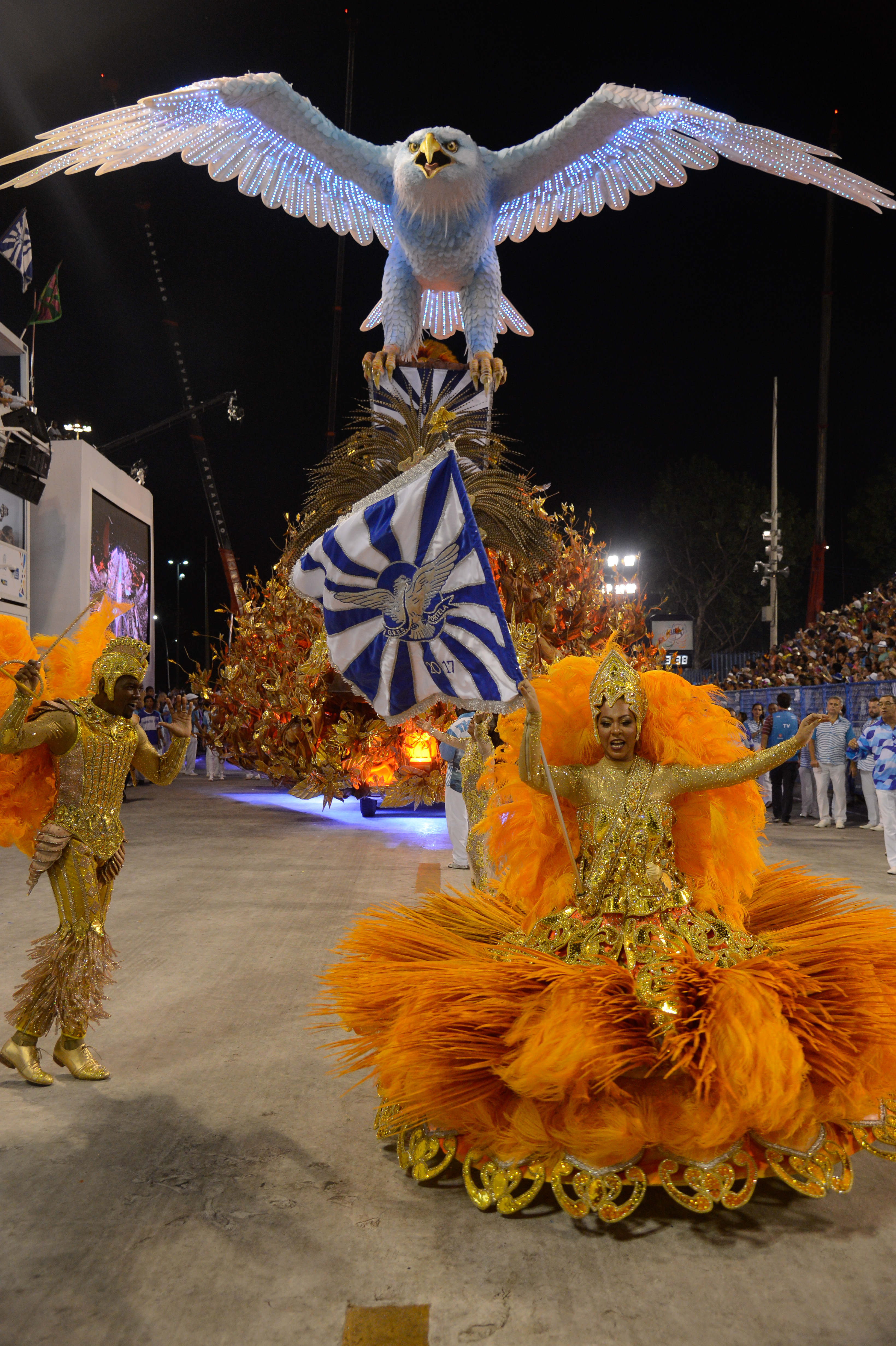

Quem nunca sentiu o corpo arrepiar ao ver esse rio passar? foi o enredo apresentado pela Portela no desfile das escolas de samba do Rio de Janeiro de 2017, conquistando o seu 22º título de campeã, empatada em primeiro lugar com a Mocidade Independente de Padre Miguel.

## Enredo
O enredo foi inspirado no samba Foi um Rio Que Passou em Minha Vida, de Paulinho da Viola. O título original era o verso Foi um rio que passou em minha vida e meu coração se deixou levar, mudado às vésperas da gravação do samba-enredo porque a escola não havia conseguido a liberação da editora detentora dos direitos sobre a letra da canção.
O verso de Paulinho da Viola, porém, era apenas um ponto de partida. O enredo apresentado por Paulo Barros explorou o tema dos rios, desde a sua fauna e elementos folclóricos até o rompimento de barragem em Mariana, ocorrido em 2015.

## Desfile
A escola foi a quinta a desfilar no dia 27 de fevereiro. A comissão de frente, representando a piracema, trouxe componentes fantasiados de peixes subindo o rio. No carro abre-alas, a águia, símbolo da escola, protegia a nascente. Outros carros representaram o Nilo e o Mississipi.
Os carros e componentes da escola jogaram água no público ao longo de todo o desfile.

## Ficha técnica
- Enredo: Paulo Barros
- Carnavalesco: Paulo Barros
- Presidente: Luiz Carlos Magalhães
- Direção de carnaval: Paulo Barros, Fábio Pavão, Moisés Carvalho e Claudinho Portela
- Direção de harmonia: Comissão de Harmonia
- Alas: 31
- Componentes: 3.400
- Direção de bateria: Mestre Nilo Sérgio
- Ritmistas: 300
- Rainha de bateria: Bianca Monteiro
- 1º casal de mestre-sala e porta-bandeira: Danielle Nascimento e Alex Marcelino
- Comissão de frente: Paulo Barros, Leo Senna e Kelly Siqueira[7]

## Samba-enredo
O samba-enredo foi composto por Samir Trindade, Elson Ramires, Neyzinho do Cavaco, Paulo Lopita 77, Beto Rocha, Girão e J.Sales. O intérprete foi Gilsinho. A escola divulgou uma gravação oficial antes mesmo do lançamento do CD das escolas de samba, para ajudar a comunidade a aprender a cantar.

## Resultado
A Portela, que não vencia há 33 anos, foi declarada vencedora após a apuração ocorrida na quarta-feira de cinzas, em 1 de março. Porém, após divulgação das justificativas das notas dos jurados, foi constatado um erro que afetou a nota do jurado Valmir Aleixo, do quesito Enredo. Ele descontou equivocadamente um décimo da Mocidade por causa de um roteiro de desfile desatualizado. A escola de Padre Miguel entrou então com um recurso administrativo que solicitava a divisão de título. Na plenária de 5 de abril de 2017, realizada entre a LIESA e os presidentes das escolas de samba do Grupo Especial, foi decidida a divisão de título entre Portela e Mocidade.

## Premiações
Pelo seu desfile, a Portela recebeu os seguintes prêmios:
- Estrela do Carnaval [10]

1. Melhor ala de passistas

- Gato de Prata [11]

1. Melhor destaque de luxo (Carlos Reis)
2. Melhor harmonia

- Prêmio SRzd [12]

1. Melhor escola
2. Melhor ala de passistas

- S@mba-Net [13]

1. Melhor ala de passistas

- Troféu Sambista [14]

1. Melhor desfile
2. Melhor destaque de luxo (Carlos Reis)